# インキトラップ

Bell Centennialで見られるインキトラップ。

インキトラップ（英: ink trap）は、書体（フォント）に対して施される工夫である。小さなサイズのフォントにおいて、字体の角の内側を削り込んで幅を細くし、印刷する際のインキのしみ出しを防止する。ただし今日では、印刷技術の向上に伴って本来の目的はほとんどが失われ、装飾としての役割しかもたない。
日本語では、「墨とり」・「隅切り」・「切り込み」などと呼ばれ、定着した名称は存在しない。

## 仕組み
インキトラップによって字体の角や細部は細くなるが、文字が印刷されると、細くなった部分にインキが自然に染み出る。インキトラップを施さないと、過剰なインキが字体外へと染み出し、字体の縁をだめにしてしまう。

## 適用範囲
多くの場合、インキトラップが施された書体は、新聞の紙面でしか見ることができない。また、紙質の悪い電話帳やクラシファイド広告でも使うことができる。インキトラップは印刷用の工夫なので、ディスプレイでは意味がないが、デザインとして用いられることがある。

## フォント
インキトラップは、小さいサイズのフォントだけに施す。インキトラップが施されたフォントには、KurierやBell Centennial、Tangなどがある。